# Hilton Schilder
Hilton Schilder (* 1959 in Lotus River, Kapstadt) ist ein südafrikanischer Musiker (Piano, auch Gitarre, Mundbogen, Mbira und weitere Instrumente), der zunächst im Bereich des Cape Jazz bekannt wurde.

## Leben und Wirken
Schilder wuchs in einer Musikerfamilie auf (sein Vater ist der Jazzpianist und Bandleader Tony Schilder). Er begann früh, in Bands im Karneval und im Discobereich zu spielen. In den 1980er Jahren gründete er mit Mac McKenzie The Genuines, die sich auf die Goema-Musik der Kapprovinz spezialisierte. Er führte experimentelle Konzept Bands wie African Dream und Iconoclast (mit Victor Ntoni und Vusi Khumalo) an, in denen es ihm auch daum ging, traditionelle südafrikanische Musik mit zeitgenössischen Genres zu verbinden. Robbie Jansen holte ihn immer wieder in seine Sons of Table Mountain. Daneben leitete er eigene Gruppen, mit denen er auch auf dem Cape Town International Jazz Festival auftrat, und ging mit Johannes Enders auf Tournee. Sein erstes Album unter eigenem Namen No Turning Back (2003) wurde in der Kategorie „bestes zeitgenössisches Jazzalbum“ für einen South African Music Award (SAMA) nominiert. Mit Alex van Heerden gründete er das Duo RockArt, das sich in Richtung akustischer und elektronischer minimal jazz bewegt und auch in der Schweiz auftrat. Mit Mac McKenzie hat er in den letzten Jahren Projekte wie Namakwa, die District Six Band und The Goema Captains of Cape Town ins Leben gerufen. 2008 erhielt er Gelegenheit, seine unterschiedlichen Aktivitäten als Artist in Residence im Bird’s Eye Jazz Club in Basel vorzustellen.

## Diskographische Hinweise
- Johannes Enders Reflections of South Africa (1996)
- No Turning Back (2003)
- RockArt Future Cape (2006)
- Elements of Surprise (2007, solo)
- Alternative (2017)